# 中嶋朋子
中嶋 朋子（なかじま ともこ、1971年6月5日 - ）は、日本の女優、ナレーター、エッセイスト。身長157cm、血液型はO型。砂岡事務所所属。東京都出身。文化学院卒業。

## 人物・来歴
早い時期に両親が離婚し母子家庭の一人っ子。2歳で子役デビュー。
1975年、劇団ひまわりに入団。
1981年から2002年までの『北の国から』で黒板蛍を演じ、兄役の吉岡秀隆とともに人気を博す。
10代後半では清純派の役が多かったが、20歳になると『週刊プレイボーイ』誌上でのグラビアや、『あさってDANCE』、カルピスのCMなど、セクシー路線に転向した時期もあった。
1990年代、一部からは高橋かおり・小島聖と「砂岡三人娘」（「角川三人娘」のもじり）と呼ばれた。
1998年、6歳年上のヘアメークアーティストと入籍（入籍時には妊娠7カ月で、同年6月に男児を出産）。
1991年にはF1雑誌に、同年限りでF1ドライバーを引退した中嶋悟について「同じ中嶋さんとして」記事を投稿している（記事内容にはアルファロメオ等の車が好きなことも掲載されている）。
40代になってからは舞台劇出演のほかに、『ラジオシアター〜文学の扉』などの朗読活動をメインワークとしており、その合間を縫っては『にじいろジーン』などバラエティー番組への出演も増えつつある。
ラジオドラマやナレーションではそのしっとりとした透明感ある語り口に定評があったが、40代になってからは、声の低さに重きを置いた重厚な語り口へとシフトしている。

## 受賞歴
- 1990年 - エランドール賞
- 1991年 - 第33回ブルーリボン賞 助演女優賞
- 1991年 - 第16回おおさか映画祭 助演女優賞
- 1992年 - 第1回日本映画プロフェッショナル大賞 主演女優賞
- 1998年 - 第2回日本インターネット映画大賞 助演女優賞
- 2009年 - 第44回 紀伊國屋演劇賞 個人賞 (新国立劇場「ヘンリー六世」におけるマーガレットの演技に対して)

## 出演歴

### テレビドラマ
- 円盤戦争バンキッド 第7話「アベック型蒸発光線の謎」 第13話「名犬オックス危機一髪」（1976年、日本テレビ） - 牛島みどり
- すぐやる一家青春記 （1977年、TBS） - 西沢由香
- バトルフィーバーJ 第47話「怪! 謀略の草野球」（1979年、テレビ朝日） - 堀内君子
- 花王愛の劇場　体の中を風が吹く（1979年、TBS）
- 北の国から（1981年 - 1982年・1983年・1984年・1987年・1989年・1992年・1995年・1998年・2002年・、フジテレビ） - 黒板蛍
- 花王名人劇場『裸の大将』 「螢の里エレジー 但馬出石編」（1989年、関西テレビ） - 桜川小夢
- オシャレ泥棒（1989年、TBS） - ミニー
- 木曜ゴールデンドラマ『心、ください』 （1990年、読売テレビ）
- メイクアップ（1990年、NHK総合）
- 世にも奇妙な物語『私じゃない』（1991年、フジテレビ） - 立花小夜子
- NHKスペシャル『ニューウェーブドラマ 音・静かの海に眠れ』（1991年、NHK総合） - 静
- あしたがあるから（1991年、TBS） - 高見沢亜希
- 東京エレベーターガール（1992年、TBS） - 水木薫
- 天使のように生きてみたい（1992年、TBS） - 山田小梅
- 大河ドラマ『炎立つ』第三部「黄金楽土」（1993年 - 1994年、NHK総合） - 薫子
- ネオドラマ『レッスンC』 （1993年、テレビ朝日） - 水木千春
- 引っ越せますか（1993年、日本テレビ） - 池渕窓子
- JTドラマBOX・デザートはあなた 第5話（1993年、毎日放送） - 川中真美
- 包丁いっぽん〜夢、見てますか〜（1993年、NHK総合）
- 適齢期（1994年、TBS） - 児玉ひかり
- 松本清張特別企画・父系の指（1995年1月16日、TBS）
- クリスマスキス〜イブに逢いましょう（1995年、テレビ東京） - 水野しおり
- Tokyo23区の女 第11話「江東区の女」（1996年、フジテレビ）
- 3番テーブルの客 スペシャル（1997年、フジテレビ）
- 月曜ドラマスペシャル『直線の死角』（1998年、TBS） - 水野由美
- 世にも奇妙な物語春の特別編『のぞみ、西へ』（1999年、フジテレビ） - のぞみ
- 氷の世界（1999年、フジテレビ） - 烏城眞砂子
- ロケット・ボーイ（2001年、フジテレビ） - 橘亜希子
- 天花（2004年、NHK総合） - 真田珠江
- 牛に願いを Love&Farm（2007年、フジテレビ） - 宮本奈津美
- 大河ドラマ『篤姫』（2008年、NHK総合） - 重野
- 戦場のメロディ（2009年9月12日、フジテレビ） - 前川邦子
- 土曜ドラマスペシャル『負けて、勝つ 〜戦後を創った男・吉田茂〜』 第一回（2012年、NHK総合） - 近衛千代子
- 確証〜警視庁捜査3課（2013年、TBS） - 萩尾ゆり子
- 田上トパーズ！（2013年、NHK BSプレミアム） - 山形浩子
- ドラマW『双葉荘の友人』（2016年、WOWOW） - 熊谷節子
- 中学聖日記（2018年10月9日 - 12月18日、TBS） ‐ 末永里美
- 剣樹抄〜光圀公と俺〜 第7話（2021年11月5日 - 12月24日、NHK BSプレミアム） - りん
- 滅相も無い（2024年4月17日 - 6月5日、毎日放送・TBS） - 好奇心の井口[3][4]
- 海に眠るダイヤモンド（2024年10月20日 - 12月22日、TBS） - 荒木ハル[5]
- まぐだら屋のマリア（2025年3月29日、NHK BSプレミアム4K） -  及川紘子[6]
- シリーズ・横溝正史短編集Ⅳ「金田一耕助、悔やむ」（NHK BSプレミアム4K、NHK BS）　『鏡の中の女』（2025年5月8日） - 増本女史

### 舞台
- ロミオとジュリエット（1988年、サンシャイン劇場） - ジュリエット役　演出：坂東玉三郎
- 奇跡の人（1992年、東京芸術劇場）-  ヘレン・ケラー役
- スクル－ジ ～クリスマス・キャロル～（1994年）- イザベル役　演出：吉岩正晴
- 椿姫（1995年、PARCO劇場） - マルグリット 役　演出：宮本亜門
- 燈臺（1997年）- 黒川正子 役
- 愛の勝利（1999年2月 - 3月）
- 債鬼（1999年9月）
- ロベルトズッコ（2000年3月、世田谷パブリックシアター）
- Naked-裸-（2000年6月 - 7月）
- グリークス（2000年9月、シアターコクーン）- カッサンドラ 役　演出：蜷川幸雄
- 室温～夜の音楽（2001年7月、青山円形劇場）演出：ケラリーノ・サンドロヴィッチ
- LOVE LETTERS（2001年）
- 時間ト部屋（2003年）
- 幻に心もそぞろ狂おしのわれら将門（2005年）演出：蜷川幸雄
- 道成寺 一幕（2005年）- 清子 役
- ガラスの動物園（2006年）
- オレステス（2006年9月 - 10月、PARCO劇場 他）
- CLEANSKINS／きれいな肌（2007年4月、新国立劇場小劇場) 演出：栗山民也
- LOVE LETTERS（2007年12月）
- 見知らぬ女の手紙（2008年5月、PARCO劇場）
- 私生活（2008年10月 - 11月、シアタークリエ 他）
- 三人の女（2008年12月 - 2009年1月 本多劇場 他）
- ヘンリー六世 (2009年10月 - 11月、 新国立劇場) - マーガレット役　演出：鵜山仁
- ジュリエット・コラージュ（2010年4月16日、白寿ホール）
- おそるべき親たち（2010年10月 - 11月 、東京芸術劇場） - マドレーヌ 役、演出：熊林弘高
- 恋人（2011年5月、紀伊國屋ホール）- サラ 役、演出：岡本健一
- 血の婚礼（2011年6月 - 7月 、にしすがも創造舎体育館特設会場 他） 演出：蜷川幸雄
- おやすみ、かあさん（2011年11月 - 12月 、東池袋 あうるすぽっと）演出：青山真治
- 蒼い妖精とピノッキオ（2012年7月、東池袋 あうるすぽっと） - 蒼い妖精 役
- リチャード三世（2012年10月、新国立劇場) 演出：鵜山仁
- 祈りと怪物～ウィルヴィルの三姉妹～（2013年1月 - 2月、シアターコクーン 他）
- 見知らぬ女の手紙（2013年6月、PARCO劇場）
- Tribes トライブス（2014年1月、新国立劇場小劇場)
- おそるべき親たち（2014年3月、東京芸術劇場シアターウエスト） - マドレーヌ 役、演出：熊林弘高
- 太陽2068（2014年7月 - 8月 、シアターコクーン ） 演出：蜷川幸雄
- ミュージカル『十二夜』（2015年3月、日生劇場） - オリヴィア 役
- LOVE LETTERS（2015年6月3日、PARCO劇場）演出：青山真治
- 語る室（2015年9月 - 10月 、東京芸術劇場シアターイースト 他）
- ガーデン～空の海、風の国～（2015年12月、ザ・スズナリ） - 井森光子、麗子、レイコ、少女、一海、七海 役
- 音楽劇紀行 第一夜（2016年5月11日、白寿ホール）
- かもめ（2016年、東京芸術劇場プレイハウス ほか） - マーシャ 役[7]
- 音楽劇紀行 第二夜（2016年12月14日、白寿ホール）
- りゅーとぴあプロデュース「エレクトラ」（2017年 世田谷パブリックシアターほか） - イピゲネイア 役 [8]
- 音楽劇紀行 第三夜（2017年6月14日、白寿ホール）
- リーディング公演『画狂人 北斎』（2017年9月、墨田区曳舟文化センター）演出：宮本亜門
- 音楽劇紀行 第四夜（2017年12月6日、白寿ホール）
- リーディング公演『ジョルジュ』（2017年12月、座・高円寺1）- ジョルジュ役
- 岸 リトラル（2018年 シアタートラムほか）- シモーヌ、スクリプター、叔母リュシー、ジャンヌ 役
- リーディングドラマ『シスター』（2018年3月22日、銀座博品館劇場）演出：鈴木勝秀
- ヘンリー五世（2018年5月 - 6月、新国立劇場 中劇場）- フランス王女キャサリン 役
- 愛のゆくえ（2018年6月14日・15日、六本木トリコロールシアター）
- 音楽劇紀行 第五夜（2018年6月20日、白寿ホール）
- BOAT（2018年7月、東京芸術劇場 プレイハウス）- 待つひと 役
- 青空（2018年8月11日、三越劇場）
- 金魚鉢のなかの少女（2018年10月、赤坂RED/THEATER）
- 女中たち（2018年12月、シアター風姿花伝）
- 音楽劇紀行 第六夜（2019年2月2日・3日、白寿ホール）
- 熱帯樹（2019年2月 - 3月、シアタートラム 他）- 律子 役
- お気に召すまま（2019年7月 - 9月、東京芸術劇場 プレイハウス 他　演出：熊林弘高）- シーリア 役
- 「尺には尺を」「終わりよければすべてよし」交互上演（2023年10月18日 - 11月19日、新国立劇場 中劇場　企画・演出：鵜山仁）[9]
- 朗読劇「不帰の初恋、海老名SA」（2024年1月19日、キリスト品川教会、脚本・演出：坂元裕二）[10]
- リーディングイマジネーション『カミサマ ノ 本棚』（2024年3月23日、大和市文化創造拠点シリウス 芸術文化ホール メインホール、構成・演出：扇田拓也）[11]
- イノック・アーデン（2025年3月7日 - 16日、新国立劇場小劇場、演出・振付：ウィル・タケット）[12]

### 映画
- おさな妻（1980年） - 少女時代の悦子 役
- 時計 Adieu l'Hiver（1986年） - 早見夕子 役
- 永遠の1/2（1987年） - 北村いづみ 役
- 四月怪談（1988年） - 主演：国下初子 役
- つぐみ（1990年） - まりあ 役
- ふたり（1991年） - 北尾千津子 役
- あさってDANCE（1991年） - 主演：日比野綾 役
- パラサイト・イヴ（1997年） - 朝倉佐知子 役
- ジャングル大帝（1997年） - メリー 役(声の出演)
- がんばっていきまっしょい（1998年） - 入江晶子 役
- ボクの、おじさん THE CROSSING（2000年） - 都筑知子 役
- DRUG GARDEN（2000年） - 審査員A 役
- MPD-PSYCHO/FAKE（2002年） - 伊園磨知 役
- 茶の味（2004年） - 寺子アキラ 役
- ベロニカは死ぬことにした（2006年）
- あの空をおぼえてる（2007年） - サチ 役
- 地球交響曲　ガイアシンフォニー　第七番（2010年）
- 太平洋の奇跡 -フォックスと呼ばれた男-（2011年） - 奥野春子 役
- 東京家族（2013年） - 金井滋子 役
- 旅するボール（2013年）[13]
- 言葉のきずな（2013年） - ナレーション
- 小さいおうち（2014年） - 松岡睦子 役
- 家族はつらいよ（2016年）- 金井成子 役[14]
- 美しい星（2017年） - 大杉伊余子 役[15]
- 家族はつらいよ2（2017年）- 金井成子 役
- 妻よ薔薇のように 家族はつらいよIII（2018年）- 金井成子 役
- やがて海へと届く（2022年） - 伊藤祥栄 役[16]
- あの花が咲く丘で、君とまた出会えたら。（2023年12月8日、松竹） - 加納幸恵 役[17]

### CD

#### 歌唱盤
| 発売年月日     | A面 C/W | タイトル                  | 作詞     | 作曲   | 編曲     | CD品番    | レーベル      | 備考                         |
| 1991年 4月21日 | A 面    | 草の想い -千津子のテーマ- | 大林宣彦 | 久石譲 | 椎名和夫 | PIDL-1019 | パイオニアLDC | 映画「ふたり」イメージソング |
| 1991年 4月21日 | C/W     | わたし、いないの          | 大林宣彦 | 久石譲 | 椎名和夫 | PIDL-1019 | パイオニアLDC | 映画「ふたり」イメージソング |

#### 朗読盤
| 発売年月日                                            | タイトル                                   | CD品番                                     | レーベル                   | 役どころ     | 備考                                                                                   |
| 1991年2月20日 1998年11月6日(再発)                     | 音楽物語「星の王子さま」                   | TOCT-6005 TOCT-10521(再発)                 | 東芝EMI                    | 王子         |                                                                                        |
| 1995年3月17日                                         | 「ROOMS」Vol.2～僕がいない日には…          | PCCA-00725                                 | ポニーキャニオン           | 朗読         | 収録ポエムの内、「一瞬」 「言い訳のコンタクトレンズ」 「瓶ビールの人質」の朗読を担当。 |
| 1991年2月20日 1994年9月21日(再発) 1998年12月9日(再発) | ふしぎなピアノ～おんがく動物園             | TOCE-6475 TOCE-8491(再発) TOCE-11098(再発) | 東芝EMI                    | 朗読         |                                                                                        |
| 2000年                                                | 北海道・音の風景シリーズ「北紀行」         | ERH-010                                    | ディスカバリーファーム     | ナビゲーター |                                                                                        |
| 2008年7月23日                                         | スーホの白い馬                             | VICG-60728                                 | ビクターエンタテインメント | 朗読         |                                                                                        |
| 2012年6月20日                                         | 永遠に残したい日本の詩歌大全集9 名詩歌選II | PCCG-1289                                  | ポニーキャニオン           | 朗読         |                                                                                        |
| 2013年                                                | 聞いて楽しむ世界の名作                     |                                            | ユーキャン                 | 朗読         | disc2「アンナ・カレーニナ」、disc6「星の王子さま」 の朗読を担当。通販限定CD。          |
| 2016年                                                | オーディオ・ドラマ 源氏物語 瀬戸内寂聴訳   |                                            | ポニーキャニオン           | 中の君       |                                                                                        |

### その他テレビ番組

#### ナレーション
- ドキュメンタリー 北の国から（2002年、フジテレビ）
- 課外授業 ようこそ先輩（不定期、NHK総合・教育)
- 仏像大好。（東名阪ネット6・日本BS放送）
- 奇跡の地球物語〜近未来創造サイエンス（不定期、テレビ朝日）
- 世界ふれあい街歩き（2006年-、不定期、NHK総合・BSP→BS・BSP4K）
- 北海道遺産物語（2007年4月21日 - 2009年3月28日、北海道テレビ） - ナレーション
- ママ大好き!（2009年10月-2016年3月31日、日本テレビ）
- SAVE THE FUTURE（2010年、NHK総合）
- ザ・ドキュメンタリー「人生の教室　～カンボジア日本人教師～」（2010年、テレビせとうち）
- ダイワハウススペシャル「アダージョ、そよ風のテンポで　～蔵王のチェンバロ工房の物語～」（2011年、ミヤギテレビ）
- 風の見た自然たち（2013年-、BS朝日）
- テレメンタリー2014「陸前高田・老舗醤油店1000日の記録」（2014年、岩手朝日テレビ・テレビ朝日系）
- コズミックフロント☆NEXT（NHK BSプレミアム、2018年4月5日〜2020年3月26日、不定期）
- 日経スペシャル「見たことのない若冲 ～パリ驚嘆「動植綵絵」高精細の極彩美～」（BSテレ東、2018年）
- ダイワハウススペシャル「ネイチャー&ヒューマンスペシャル 神と生きる人々　神話と修験の里 戸隠」（長野朝日放送、2019年）

#### 教養番組
- NHK高校講座ベーシック10 Ⅲ「国語」（2011年4月4日 - 15日、NHK教育、朗読）
- いまこそ、シェイクスピア（2021年5月15日、NHK BSP）[18]

#### 紀行番組
- にっぽん紀行「60年の師弟〜石川・加賀〜」（2013年5月3日、NHK総合） - 案内役

### ラジオ

#### ラジオドラマ
- 三菱ドライビングポップス 中嶋朋子 ちょっと浪漫彩（1993年-1995年4月7日、TBSラジオ）（「若山弦蔵の東京ダイヤル954」の 1 コーナー）
- 三菱ドライビングポップス 中嶋朋子 素顔のままで（1995年4月10日-同年9月、TBSラジオ）（「荒川強啓 デイ・キャッチ!」の 1 コーナー）
- 青春アドベンチャー「星の感触」（1997年、NHK-FM、ナナミ役）
- FMシアター「まあるい桜」（2002年3月16日、NHK-FM、ナナミ役）
- 東北放送開局50周年記念ラジオドラマ「白い海」（2003年、TBCラジオ、カナコ役
- SUNTORY THEATER Zero-Hour｢南の島のティオ｣（2003年、J-WAVE）
- SUNTORY THEATER Zero-Hour｢食べる女シリーズ｣（2004年、J-WAVE）
- 博士の愛した数式（2006年、MBSラジオ）
- DOCOMO シーソーメール〜SHE SAW MAIL〜（2010年、TOKYO FM、坂本ミカ役）
- FMシアター「葡萄の秘密」（2010年、NHK-FM）
- 聖教新聞presents ラジオシアター～文学の扉（2011年-2021年、TBSラジオ）
- FMシアター「埋める女」（2017年、NHK-FM、碧役）
- 半蔵門の窓から（2019年、TOKYO FM）
- FMシアター「武ちゃんの遺しもの」（2021年、NHK-FM）
- 中嶋朋子が贈る クリスマス朗読カルテット（2021年、NHK-FM）

#### その他ラジオ
- ラジオ深夜便（朝4時台）私のアート交遊録『心揺さぶる言葉を求めて』出演（2022年8月25日、NHKラジオ第1・FM）

#### ディスクジョッキー他
- PodcastJagabee Music Farm Potatocast（2006年、iTunes）
- TOKYO GAS 中嶋朋子 ふんわりの時間 （2004年-2016年、TOKYO FM）
- 中嶋朋子　こ・と・の・は　言葉がつなぐふくしまの絆 （2012年、エフエム福島）
- NAGOMI Setouchi（2018年、TOKYO FM、7月の旅人）
- 鍵盤のつばさスペシャル～女優・中嶋朋子さんを迎えて～（2019年8月10日、NHK-FM）

### その他
- 男女7人蕎麦物語(「SOB-A-MBIENT SUPER DELUXE[限定・秋味風味]」収録DVD)(2003年、ビクターエンタテイメント) - サキコ 役
- オーディオ・ブック　ばんば憑き(2012年、NHKサービスセンター)
- 森のささやきが聞こえますか―倉本聰の仕事と点描画展「中嶋朋子朗読会」（2018年8月5日、とうほう・みんなの文化センター）
- 熊谷和徳 TAP LIVE『表現者たち』（2018年8月31日、中目黒Atelier K.K.）
- 仕立て屋のサーカス " circo de sastre "（2018年10月15日・16日、東京・CLASKA）
- 熊野本宮大社創建2050年大祭「よみがえる、私と神々」第三部『祈りのステージ』（2018年11月17日）
- 読むことは生きること　中嶋朋子と中江有里のトーク＆朗読会（2019年1月14日）
- 仕立て屋のサーカス大博覧会（2019年4月30日・5月1日・5月2日、LUMINE 0）

### 吹き替え
- エルム街の悪夢 - ナンシー・トンプソン〈ヘザー・ランゲンカンプ〉（1986年、ゴールデン洋画劇場 フジテレビ）

### テレビCM
- 雪印食品（1989年）
- ハウス食品 ディッシュアップ、ジャワカレー(レトルトビーフカレー)
- JR北海道
- 北の誉えんまん（北の誉酒造、北海道ローカルCM）
- ニベア花王ニベアスキンミルク、UVケア（1992年）
- カルピスカルピスフィズ（1992年）
- 三菱電機
  - ジャー炊飯器（1991年）
  - 掃除機クるりーナ（1993年）
  - 空調換気扇ロスナイ（1993年）
- ClubiT（2000年）
- スタッフサービス　天の声　篇（2001年）
- 湖池屋ポテトチップス（2008年） - 早苗 役
- 東京ガス（2008年）
- AU （2009年） - ナレーション
- ACジャパン「ありがとう あしながさん」（2010年） - ナレーション
- 栄光ゼミナール
- 養命酒（2016年）

### PV
- FUNKY MONKEY BABYS「Lovin’Life」CDジャケットに中嶋朋子が起用されている。

## 著書・写真集
- Vienfo（1991年、ワニブックス） 撮影：井ノ元浩二
- 雑草の生活（2001年、新潮社）
- 8030日 北の国から（2003年扶桑社）